# Masfjorden
Masfjorden este o comună din provincia Hordaland, Norvegia.